# Cuatro Torres Business Area

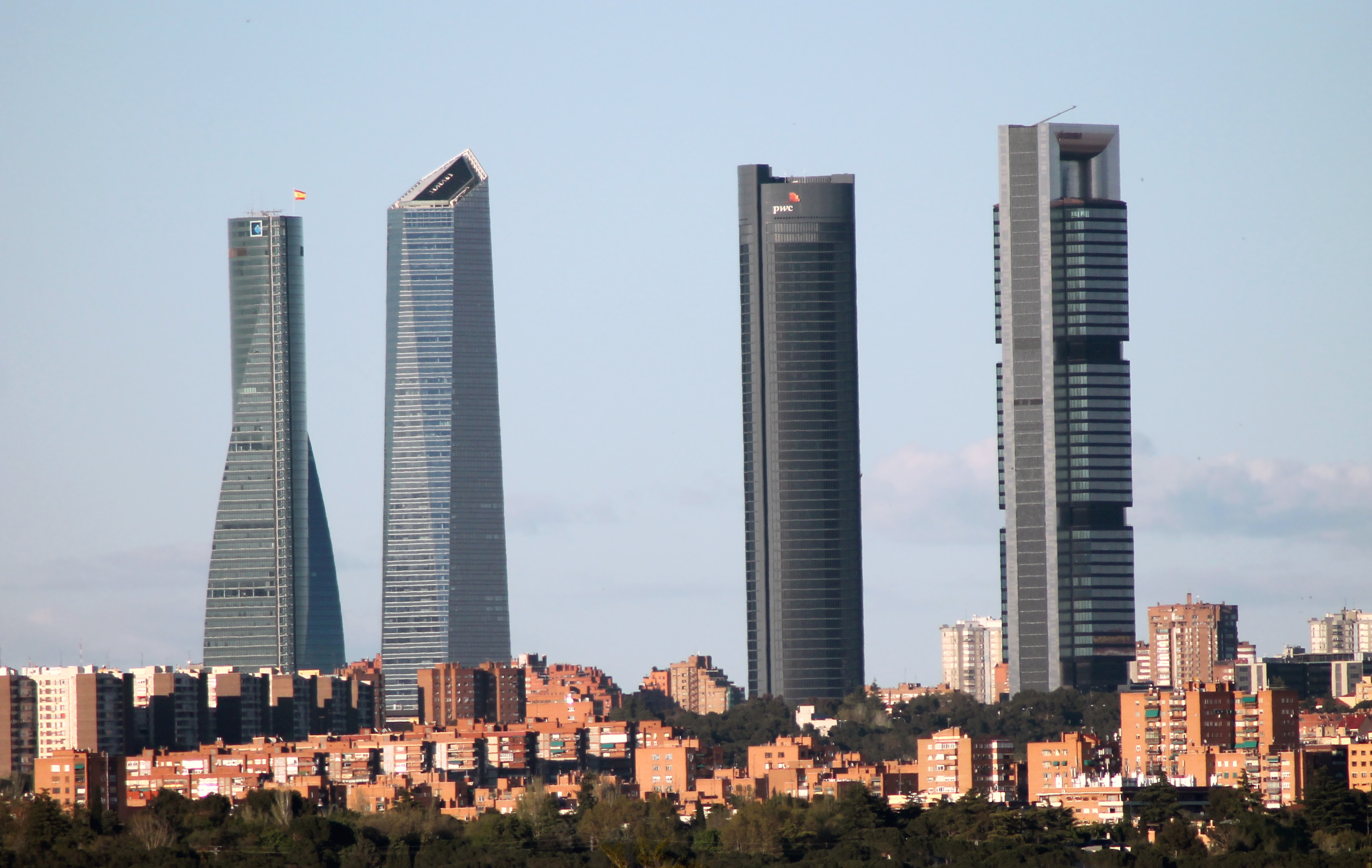
CTBA nell'aprile 2016. In ordine, da sinistra a destra: Torre Espacio, Torre de Cristal, Torre PwC e Torre Cepsa.

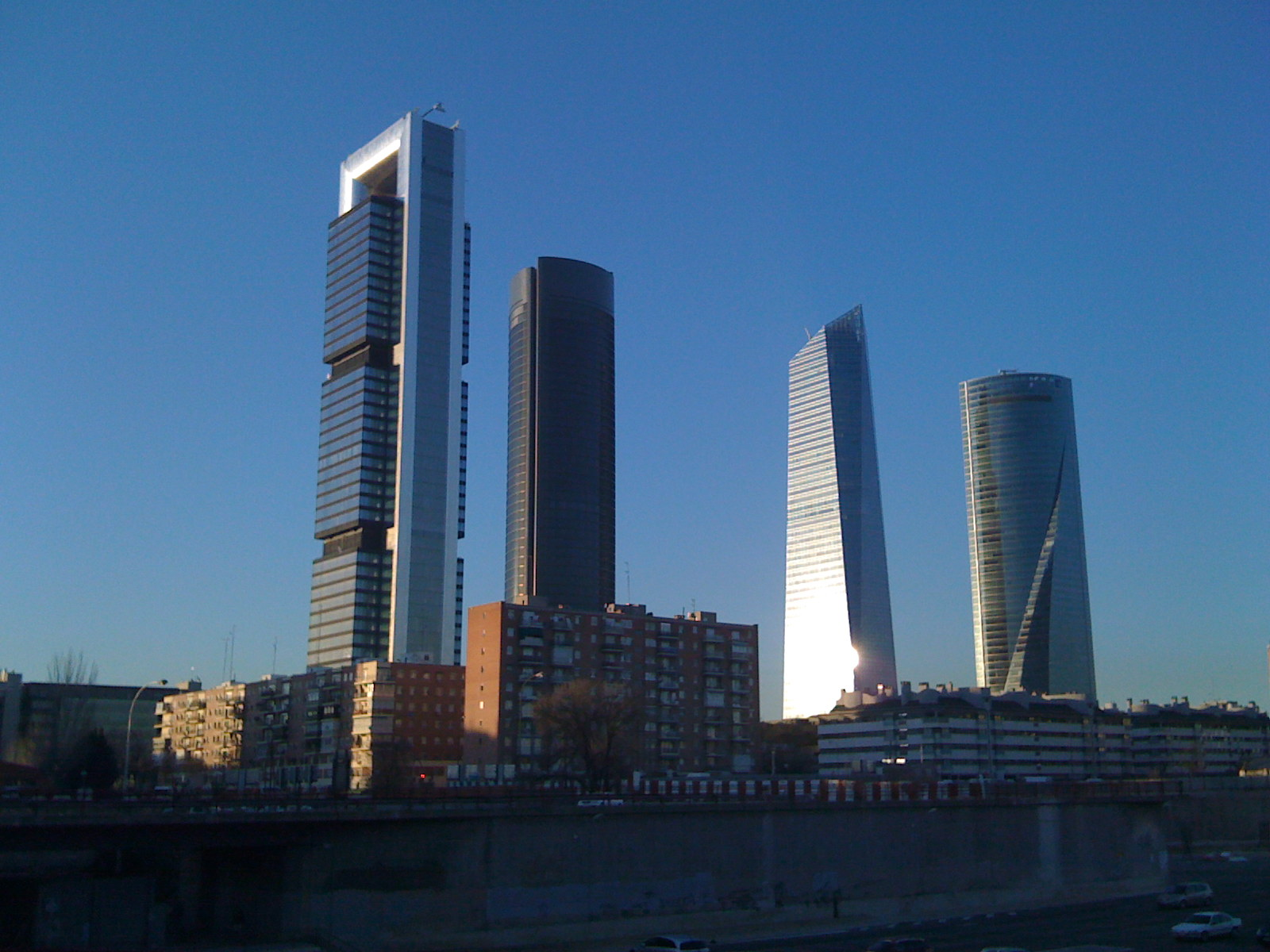
CTBA nel dicembre 2008.

Cuatro Torres Business Area (CTBA, precedentemente noto come Madrid Arena) è un complesso di edifici situato nel Paseo de la Castellana, a Madrid, sull'area dell'ex centro di allenamento del Real Madrid, la Ciudad Deportiva. L'area ospita i quattro grattacieli più alti della Spagna: Torre Cepsa, Torre de Cristal, Torre PwC e Torre Espacio.
Le quattro torri ospitano uffici e la Torre PwC ospita anche un albergo, mentre la Torre de Cristal ha sulla sua sommità un giardino. La costruzione degli edifici è iniziata nel 2004 e si è conclusa tra la fine del 2007 e l'inizio del 2008. Nel 2017 è stata avviata la costruzione del Caleido, un grattacielo che prende il posto del Centro Internacional de Convenciones de la Ciudad de Madrid che doveva essere un centro congressi di 70000 m² di superficie.
| Edificio         | Anno di completamento | Altezza | Piani |
| ---------------- | --------------------- | ------- | ----- |
| Torre Cepsa      | 2009                  | 250 m   | 45    |
| Torre de Cristal | 2008                  | 249 m   | 52    |
| Torre PwC        | 2008                  | 236 m   | 52    |
| Torre Espacio    | 2007                  | 224 m   | 57    |

## Torre Espacio
La Torre Espacio è alta 224,5 metri e ha 57 piani.
Nel novembre 2006 ha superato in altezza il Gran Hotel Bali, diventando per un breve periodo l'edificio più alto edificio della Spagna.
È stata progettata da Henry N. Cobb.

## Torre Cepsa

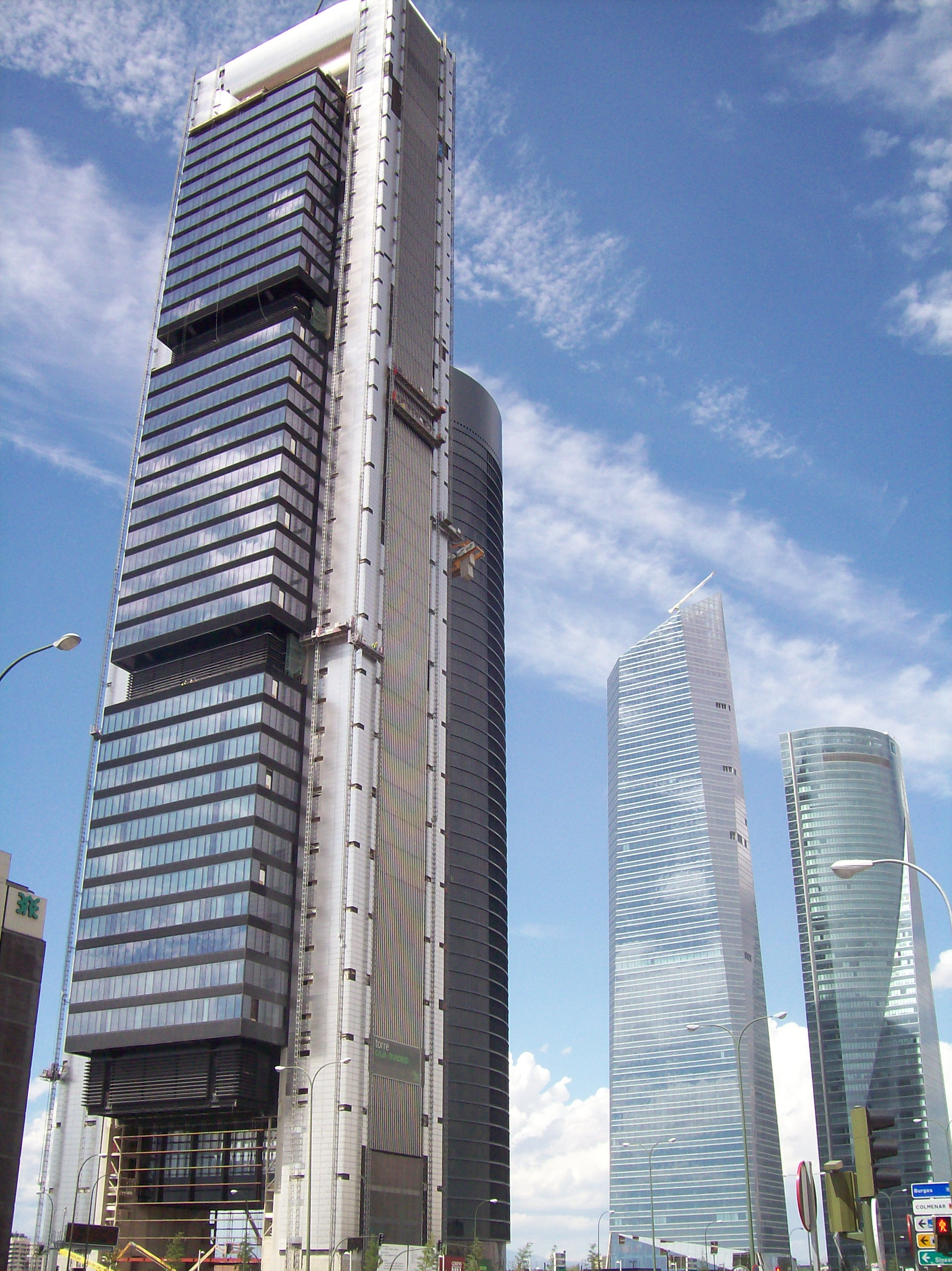
Vista della Torre Cepsa.

La Torre Cepsa è alta 250 metri e ha 45 piani. È l'edificio più alto della Spagna e il più alto del complesso, di soli 89 centimetri rispetto alla Torre de Cristal.
È stata progettata da Norman Foster.

## Torre de Cristal
La Torre de Cristal è alta 249,5 metri e ha 52 piani. È il secondo edificio più alto del paese dopo la Torre Cepsa.
È stata progettata da César Pelli.

## Torre PwC
La Torre PwC è alta 236 metri e ha 52 piani.
È stata progettata da Carlos Rubio Carvajal e Enrique Alvarez-Sala.